# Coly-Saint-Amand
Coly-Saint-Amand – gmina we Francji, w regionie Nowa Akwitania, w departamencie Dordogne. W 2013 roku liczba ludności wynosiła 650 mieszkańców. 
Gmina została utworzona 1 stycznia 2019 roku z połączenia dwóch ówczesnych gmin: Coly oraz Saint-Amand-de-Coly. Siedzibą gminy została miejscowość Saint-Amand-de-Coly. 